# Burgstall Oberellenbach
Der Burgstall Oberellenbach bezeichnet eine abgegangene mittelalterliche Höhenburg auf 435 m ü. NN im Flurbereich „Burgstall“ etwa 350 Meter östlich der Kirche von  Oberellenbach, einem Gemeindeteil der Marktgemeinde Mallersdorf-Pfaffenberg im Landkreis Straubing-Bogen in Bayern. Die Anlage wird als Bodendenkmal unter der Aktennummer D-2-7239-0090 als „Burgstall des Mittelalters“ geführt.

## Beschreibung
Der bewaldete Burgstall Oberellenbach liegt am Buchberg (vermutlich eine Verschreibung von „Burgberg“) im Osten von Oberellenbach. Dort befindet sich eine leicht geneigte Geländenase mit einer Breite von 320 m (im Nord-Süd-Richtung) und einer Tiefe von 230 m (in Ost-West-Richtung). Diese wird durch ein System von Gräben und Wällen vom Hinterland abgeriegelt. Die Begrenzung nach Osten erfolgt durch einen 400 m langen durchgehenden Graben mit einer Tiefe von 3 bis 4 m. Im nördlichen Bereich dieses Grabens liegen auf einer Länge von 120 m dicht hintereinander zwei Gräben mit leicht erhöhten Dammrippen dazwischen. Am südlichen Auslauf dieses dreifachen Grabenriegels ist der große Hauptgraben unterbrochen, vermutlich der alte Zugang zu der Anlage. Parallel dazu besteht in 15 m Abstand ein innerer Grabenzug. Im Norden biegt dieser nach Westen um und läuft auf die Hangkante zu. Dort vereinigt er sich mit einem weiteren, 150 m langen (in Nordwest-Südost-Richtung) und bis zu 60 breiten Grabenzug. Dem Innenraum sind an der Hangfront noch drei Bereiche vorgelagert, von denen der nördliche ein 40 bis 50 m langes und 20 m breites, ebenes Pkateau mit künstlichen Böschungskanten darstellt. Der mittlere Bereich ist dreieckig und fällt nach außen ab, ebenso das südliche Plateau von 60 m Länge und 30 m Breite.